# 新世界秩序 (巴哈伊)
在巴哈伊信仰中，新世界秩序是指用一种新的全球治理体系取代十九世纪以来所实行的共同政治规范和价值观。这种新的体系体现了巴哈伊信仰对所有民族、种族、信仰和阶级之间达到团结和正义的理性状态的愿景。政治和灵性上的团结是这一教义的核心。
巴哈欧拉认为，未来新的世界秩序是上帝为人类设计的蓝图的体现。巴哈欧拉的继任者阿博都巴哈和守基·阿芬第将人类的团结的实现解释为世界共同體的最终建立，亦认为其代表一个选举产生的建立在平等和正义原则上的世界政府。

## 政治中立
政党政治并不是巴哈伊信仰对世界联合体构想的一部分。其成员不应该涉足政治权术活动。巴哈欧拉的曾外孙，同时也是巴哈伊信仰的圣护守基·阿芬第认为，世界新秩序的具体结构、重要性、影响、益处及机遇目前无法完全理解，但随着时间的流逝，它会变得显而易见，而目前能阐述的只是世界新秩序的一般原则。

## 原则
世界新秩序的一些原则包括：
- 全球共同安全体系下的普遍和平
- 宗教间的团结
- 可以颁布满足所有人类需要的律法的世界政府的建立
- 选举产生的世界议会的建立
- 世界法典：基于个人间的正义与国家间的正义
- 有约束力的世界仲裁机构
- 世界警察体系
- 普遍的人权法案
- 受教育权的普遍实现
- 辅助语言的建立
- 多元文化的持续存在
- 一种世界货币
- 确保个人经济安全的公平经济体系上的世界贸易体系[5][6]
- 极端的贫困和富有的消灭

## 引用
- Baháʼu'lláh.  [The Most Holy Book]. Wilmette, Illinois: Baháʼí Publishing Trust. 1992 [1873]  [2020-07-12]. ISBN 0-85398-999-0. （原始内容存档于2021-10-22）.

- Baháʼu'lláh. . 由Shoghi Effendi翻译. Wilmette, Illinois, USA: Baháʼí Publishing Trust. 1976. ISBN 0-87743-187-6.

## 延伸阅读
- Nakhjavání, Alí. . Baha'i Publications Australia. 2005  [2020-07-12]. ISBN 1-876322-93-4. （原始内容存档于2018-02-05）.